# 海仙女喷泉
涅瑞伊得斯喷泉（Fuente Monumental Las Nereidas）是阿根廷女雕塑家洛拉·莫拉（莫拉·多洛雷斯·埃尔南德斯）的作品，卡拉拉白色大理石材质，位于布宜诺斯艾利斯南岸. 表现涅瑞伊得斯见证维纳斯的诞生。

## 历史
1903年5月21日在哥伦布公园揭幕，在当时因为裸体人像而引发争议。 1997年涅瑞伊得斯喷泉被列为国家历史古迹。